# Pasquale Squitieri
Pasquale Squitieri (27 de noviembre de 1938 – 18 de febrero de 2017) fue un cineasta italiano.

## Vida y carrera
Nacido en Nápoles, Squitieri se graduó en leyes y más tarde participó en teatro, como autor ("La battaglia") e incluso actuando (bajo la dirección de Francesco Rosi). Realizó su debut como director de cine con Io e Dio, producida por Vittorio De Sica, seguida de dos spaghetti westerns. Su película La fuerza del silencio ganó el premio David di Donatello en la categoría de mejor película en 1978. Li chiamarono... briganti!, una película sobre el brigante italiano Carmine Crocco, fue retirada de los cines y se convirtió en un éxito en el mercado del vídeo casero. Su película de 1980 Savage Breed fue exhibida en la edición número 12 del Festival Internacional de Cine de Moscú.

## Plano personal
Squitieri inició una relación sentimental con la actriz Claudia Cardinale en 1974. Desde 2003 tuvo una relación con la actriz y cantante Ottavia Fusco, con quien se casó en diciembre de 2013.

## Filmografía seleccionada
- Io e Dio (1969)
- Vengeance Is a Dish Served Cold (1971)
- Camorra (1972)
- I guappi (1974)
- The Climber (1975)
- Il prefetto di ferro (1977)
- Corleone (1978)
- L'arma (1978)
- Savage Breed (1980)
- Claretta (1984)
- El arrepentido (1985)
- Naso di cane (1986, miniserie)
- The Third Solution (1988)
- Gli invisibili (1988)
- Atto di dolore (1990)
- Il colore dell'odio (1990)
- Li chiamarono... briganti! (1999)
- L'avvocato de Gregorio (2003)
- Father (2011)